# Stefan (Znamirowski)
Stefan, imię świeckie Nikołaj Iwanowicz Znamirowski, rzadziej spotykany wariant Znamierowski, ros. Архиепископ Стефан, Николай Иванович Знамировский (ur. 1879 w Irbicie, zm. najprawdopodobniej 17 listopada 1941 lub 18 marca 1942) – rosyjski biskup prawosławny.

## Życiorys
Był synem sędziego pokoju, jednak ojca stracił we wczesnym dzieciństwie. Matka oddała go wówczas na naukę w szkole duchownej. W 1900 ukończył seminarium duchowne w Permie. W 1904 uzyskał dyplom kandydata nauk teologicznych w Kazańskiej Akademii Duchownej. Został następnie zatrudniony w seminarium duchownym w Permie jako wykładowca języka greckiego, którą to pracę wykonywał przez cztery lata. Następnie od 1908 do 1916 był inspektorem seminarium permskiego, zaś do 1919 jego rektorem. Uczestniczył w Soborze Lokalnym Rosyjskiego Kościoła Prawosławnego w latach 1917–1918 jako delegat świeckich eparchii permskiej i solikamskiej.
W 1919 razem z wojskami Białych wycofał się w głąb Syberii. Rok później przyjął święcenia kapłańskie jako celibatariusz. Początkowo służył w Omsku, następnie do 1923 w Szadryńsku. Tam też w 1923 został aresztowany razem z biskupem Lwem (Czeriepanowem). Więziony w Moskwie, wyszedł na wolność dzięki amnestii. 30 sierpnia 1924 został wyświęcony na biskupa irbickiego, wikariusza eparchii swierdłowskiej. Godność tę sprawował do 1926, gdy jego tytuł uległ zmianie na biskup szadryński. Do 1927 był formalnie równocześnie locum tenens eparchii permskiej oraz swierdłowskiej. Faktycznie jednak już we wrześniu 1926 został aresztowany przez oddział GPU w Szadryńsku i skazany za „działalność kontrrewolucyjną”. Po czteromiesięcznym pobycie w więzieniu w Swierdłowsku w 1927 został zesłany do Kazania.
Odrzucił postanowienia deklaracji lojalności wobec władz radzieckich wydanej w tym samym roku przez locum tenens Patriarchatu Moskiewskiego metropolitę Sergiusza, a konsekwentnie także własną nominację na biskupa kałuskiego. Od 1928 w związku z tym przebywał w stanie spoczynku, z zakazem służenia. Od 1928 do 1929 żył na zsyłce w Wiatce. W 1929 złożył akt pokutny i został mianowany przez metropolitę Sergiusza biskupem wiackim. W tym samym roku został ponownie aresztowany i skazany na trzy lata łagru. Karę odbywał w Solikamsku; został zwolniony w 1933. Po odzyskaniu wolności pełnił od czerwca do października 1933 urząd biskupa uljanowskiego, następnie od października 1933 do 1936 – wołogodzkiego. W 1934 podniesiony do godności arcybiskupiej.
Aresztowany we wrześniu 1935 w Wołogdzie, został oskarżony o kierowanie organizacją kontrrewolucyjną i skazany na pięć lat łagru. Duchowny nie przyznał się w śledztwie do winy. Latach 1935–1936 spędził w więzieniach w Wołogdzie i Archangielsku. Następnie od 1936 do 1938 żył w Syktywkarze, gdzie mógł uczęszczać do miejscowej cerkwi. Tam też w 1938 został po raz kolejny zatrzymany pod zarzutem agitacji antyradzieckiej, organizacji grupy kontrrewolucyjnej, za co został skazany na trzy lata więzienia. Po odbyciu kary został w czerwcu 1941 zwolniony. W sierpniu lub wrześniu tego samego roku został aresztowany ponownie, oskarżony o prowadzenie agitacji kontrrewolucyjnej w czasie pobytu w więzieniu, a następnie skazany na śmierć przez rozstrzelanie. Wyrok wykonano w listopadzie 1941 w kolonii Wierchnie-Czowskiej pod Syktywkarem, tam też hierarcha został pochowany. W źródłach spotyka się również informacje o jego śmierci (w analogicznych okolicznościach) w marcu 1942 lub październiku 1941.